# 藤堂監物
藤堂 監物（とうどう けんもつ、天保13年（1842年） - 明治3年11月26日（1871年1月16日））は、江戸時代末期（幕末）から明治時代にかけての津藩の藩士である。長谷部一の別称で有名である。別名は慎吾、広拓とも。

## 生涯
監物は伊勢津藩の藩士の息子であり、藩主・藤堂高猷に仕えた。慶応4年（1868年）1月の鳥羽・伏見の戦いに参加し、旧幕府軍を裏切って新政府軍に与した。その後、新政府の東征軍に参加し、左隊長に任じられた。監物は彰義隊との戦い、会津戦争などで功績を立てたため、明治2年（1869年）に300石を恩賞として与えられた。また同時に長谷部一と改名し、津藩軍の大隊長に任じられた。
しかし明治3年（1870年）、高猷が行なった平民による藩軍編成に反対し、同志を集めてクーデターを起こそうとしたが、事前に発覚したために失敗し、自殺した（監物騒動）。享年29。